# Humanes
Humanes è un comune spagnolo di 1 485 abitanti situato nella comunità autonoma di Castiglia-La Mancia.
Il comune, oltre al capoluogo omonimo, comprende i nuclei abitati di Cerezo de Mohernando e Razbona.